# Bobby Seale
Robert George "Bobby" Seale, född 22 oktober 1936 i Dallas, Texas, grundade tillsammans med Huey P. Newton the Black Panther Party (Svarta pantrarna) 1966.